# Северо-Восточная Родезия
Северо-Восточная Родезия — квазигосударственное образование в южной части Центральной Африки, с 1899 года часть Британской Южно-Африканской компании. Правительство признало данную территорию протекторатом компании только 29 января 1900 года, как и Северо-Западную Родезию. В 1911 году Британская Южно-Африканская компания объединила Северо-Западную и Северо-Восточную Родезию, сформировав протекторат компании Северная Родезия, совпадающий по территории с современной Замбией.
Изначально Родс и БЮАК продигались на север, стремясь захватить богатый рудный район Катанга и надеясь найти на соседних территориях медь и золото.
Компания начала расширяться севернее реки Замбези в 1890 году, когда Сесил Родс, глава Британской Южно-Африканской компании, направил в этот регион для заключения договоров с местными вождями Джозефа Томсона, а консул в Ньясаленде Гарри Джонстон, объявший о создании Британского Центрально-Африканского протектората чуть ранее, Альфреда Шарпа. В 1891 году были подписаны договоры с правителями бемба и чева. 
Границы территории примерно определились в 1884-1891 годах. Конвенция с Германией в 1890 году определила границу с Германской Восточной Африкой на северо-востоке, на востоке годом ранее был создан Британский протекторат Центральной Африки (англ. British Central Africa Protectorate). Англо-португальский договор 1891 года, среди прочего определил границу между сферами влияния Британии в Северо-Восточной Родезии и Португалии в Мозамбике, определив юго-восточную границу. С юго-запада территория граничила с Баротселендом, а с запада с территорией Свободного государства Конго, территория которого была намечена Берлинской конференцией, и англо-бельгийским соглашением от 1884 года. Район того, что стало Северной Родезией, включая Баротселенд и сушу до Ньясаленда на востоке и до Катанги и озера Танганьика на севере, был передан в распоряжение Совета БЮАК Указом Совета от 9 мая 1891 года. 
Полностью регион был покорён в 1899 году.
В январе 1900 королева Виктория подписала приказ о Северо-Восточной Родезии (англ. North-Eastern Rhodesia Order in Council, 1900). Этот документ официально присвоил территории название протекторат Северо-Восточная Родезия.
Первоначально граница между Северо-Западной и Северо-Восточной Родезией, появившейся в 1899 году, пролегала по реке Кафуэ, однако в 1905 году граница была перенесена на восток, совпадая в южной части с западной границей Восточной провинции современной Замбии, это было связано с началом широкомасштабной добычи меди в регионе, таким образом все медные рудники оказались в Северо-Западной Родезии. Северо-Восточная Родезия при этом превращалась в продовольственную базу соседнего горно-добывающего региона, однако без большого успеха.
Столицей с 1899 года был основанный в этом же году Форт Джеймсон (современный город Чипата), до этого территория управлялась из Блантайра в современном Малави.
Северо-восточная граница протектората окончательно была определена в 1901 году англо-германским договором о границах, установившим западную границу Германской Восточной Африки.